# Fioen Blaisse
Hetty Cornelia (Fioen) Blaisse-Kramer (Amsterdam, 4 februari 1932 - aldaar, 29 februari 2012) was een Nederlands beeldhouwer en schilder.

## Leven en werk
Ze was dochter van Pieter Cornelis Kramer, violist van het Concertgebouworkest en Johanna Rudolfa Rowald, pianiste; ze leerde dan ook snel viool spelen. Ze trouwde met Erik Steven Blaisse, voornamelijk bekend als directeur van Van Zuylekom distilleerderij.
Haar opleidingen vonden plaats aan de Tweede Openbare Handelsschool (het latere Berlage Lyceum), waar ze in 1951 haar diploma HBS haalde. Voor de kunsten leerde ze boetseren aan de Opleidingsschool voor Tekenleraren (vanaf 1953) en verdere kunsten in het atelier van Paul Koning (1956-1958). Daar leerde ze (de werken van) Wessel Couzijn, Pearl Perlmutter en Ben Guntenaar kennen. Die laatste hielp haar aan een studie aan het Instituut voor Kunstnijverheidonderwijs in haar geboorteplaats. Ze werkte in een atelier in een voormalig schoolgebouw op Wittenburg (Derde Wittenburgerdwarsstraat 1-3). Ze zou er tot aan haar dood werken.
In 1970 werd ze tijdens een reis door Tunesië gegrepen door het onderwerp van de dans, danseressen werden een terugkerend thema in haar werk. Zij was een van de eerste vier kunstenaars die een beeld maakten voor het project Beeldenroute Maliebaan. Naast beeldhouwer was Blaisse ook actief als kunstschilder. In 1998 ontving ze de Singerprijs voor haar totale oeuvre.
Ze zou op tot op late leeftijd musiceren in bijvoorbeeld een strijkkwartet.

## Werken (selectie)
- 1970 Drie waterbuffels, Kastelenstraat in Amsterdam
- 1972 Waterbuffels, Bilthoven[4]
- 1979 Danseres in concentratie (1979), Stadswandelpark in Eindhoven
- 1982 Schrijdende Danseres met Tamboerijn, Sint-Oedenrode
- 1982 Voortschrijdende danseres, Beeldenroute Maliebaan, Utrecht
- 1985 Wind in de zeilen, Brielle
- 1986 Schrijdende danseres met tamboerijn, Zwolle
- 1988 Jansridder (1988), Haarlem
- 1990 Het onderweg zijn of Vrouw met vlinder, Nijmegen
- 1992 Sint-Johannes de Evangelist, Ootmarsum
- 2000 Danseres met tamboerijn, Amsterdam

## Fotogalerij

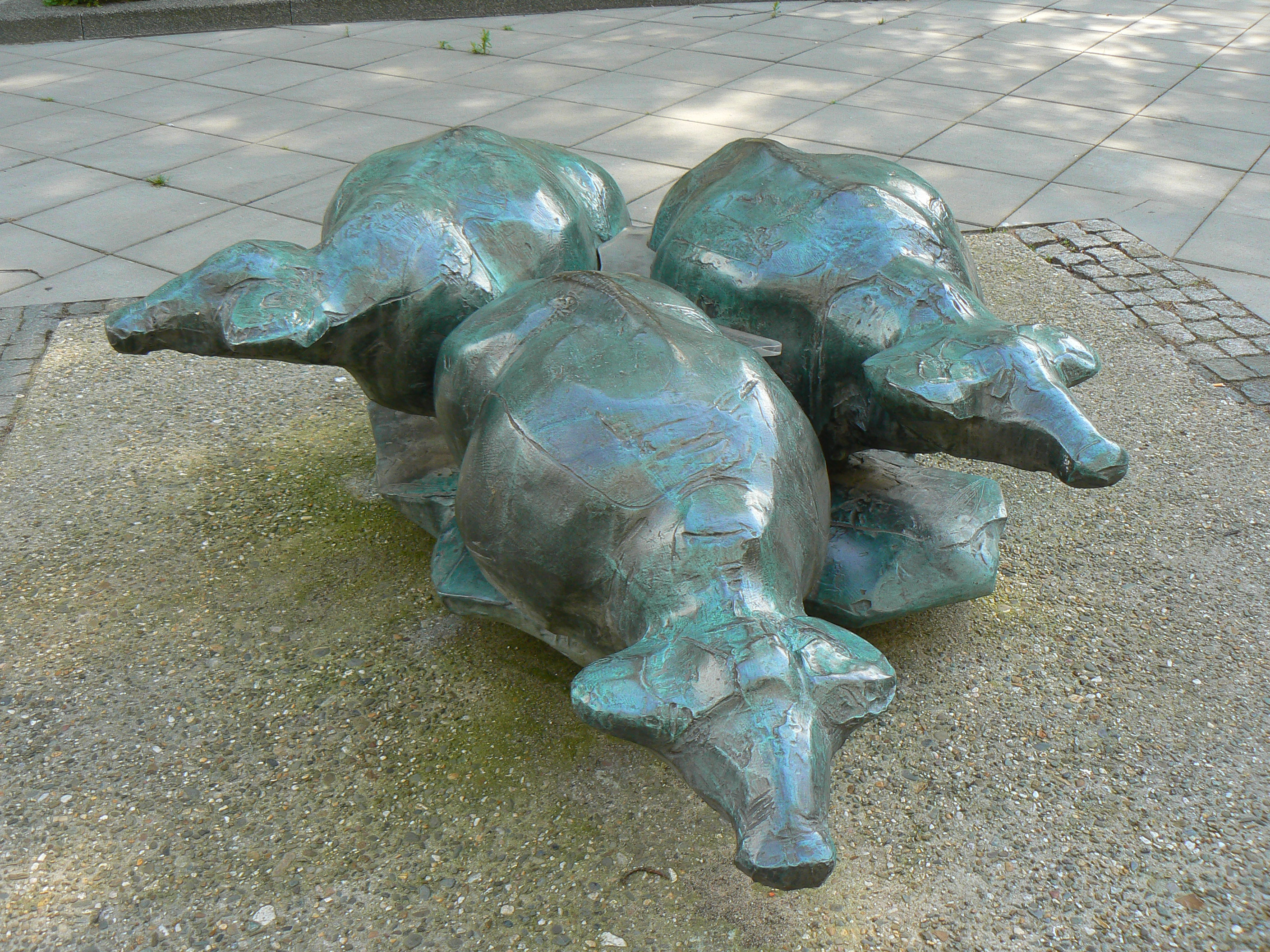
Drie waterbuffels (1970), Amsterdam
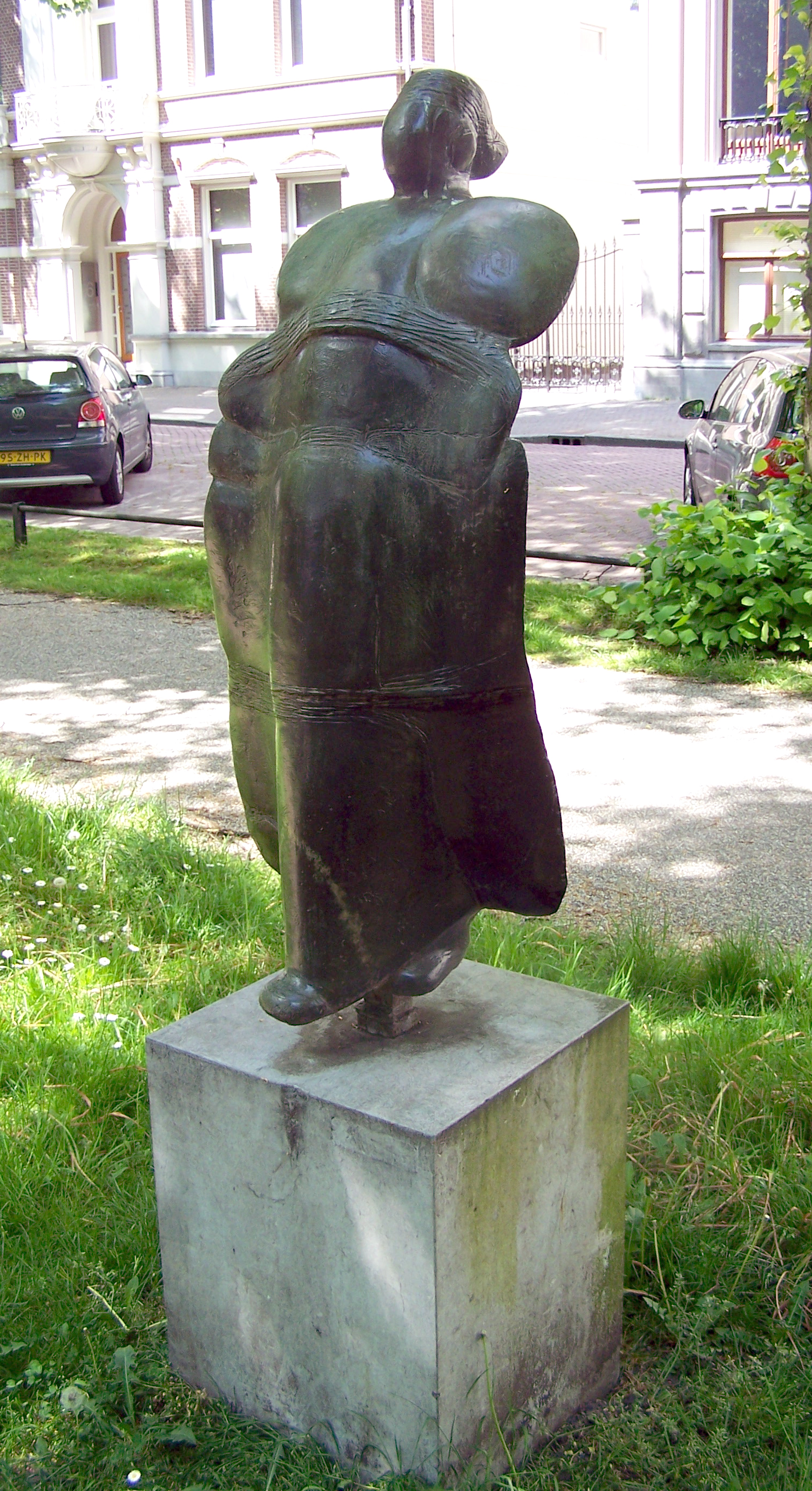
Voortschrijdende danseres (1982), Utrecht
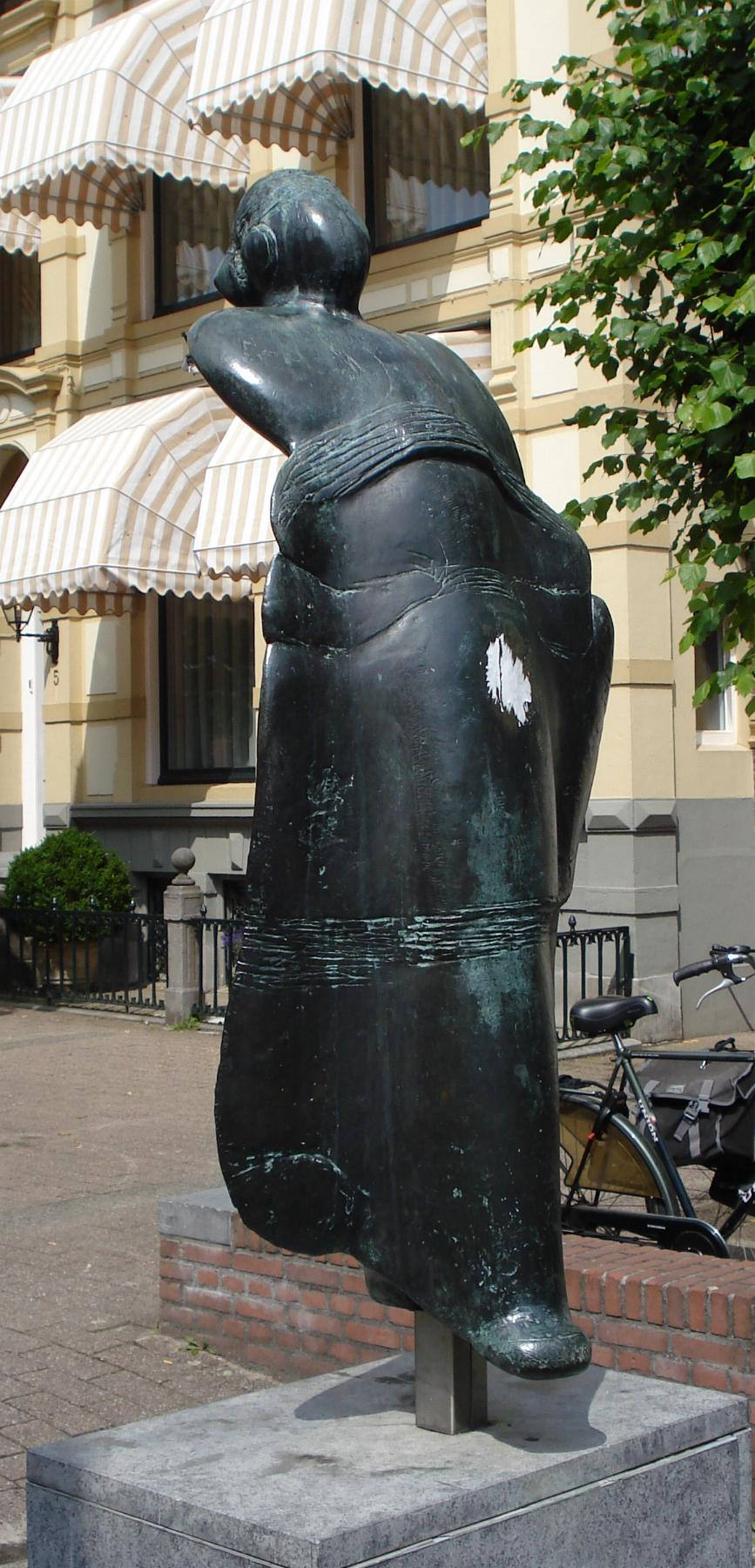
Schrijdende danseres (1986), Zwolle
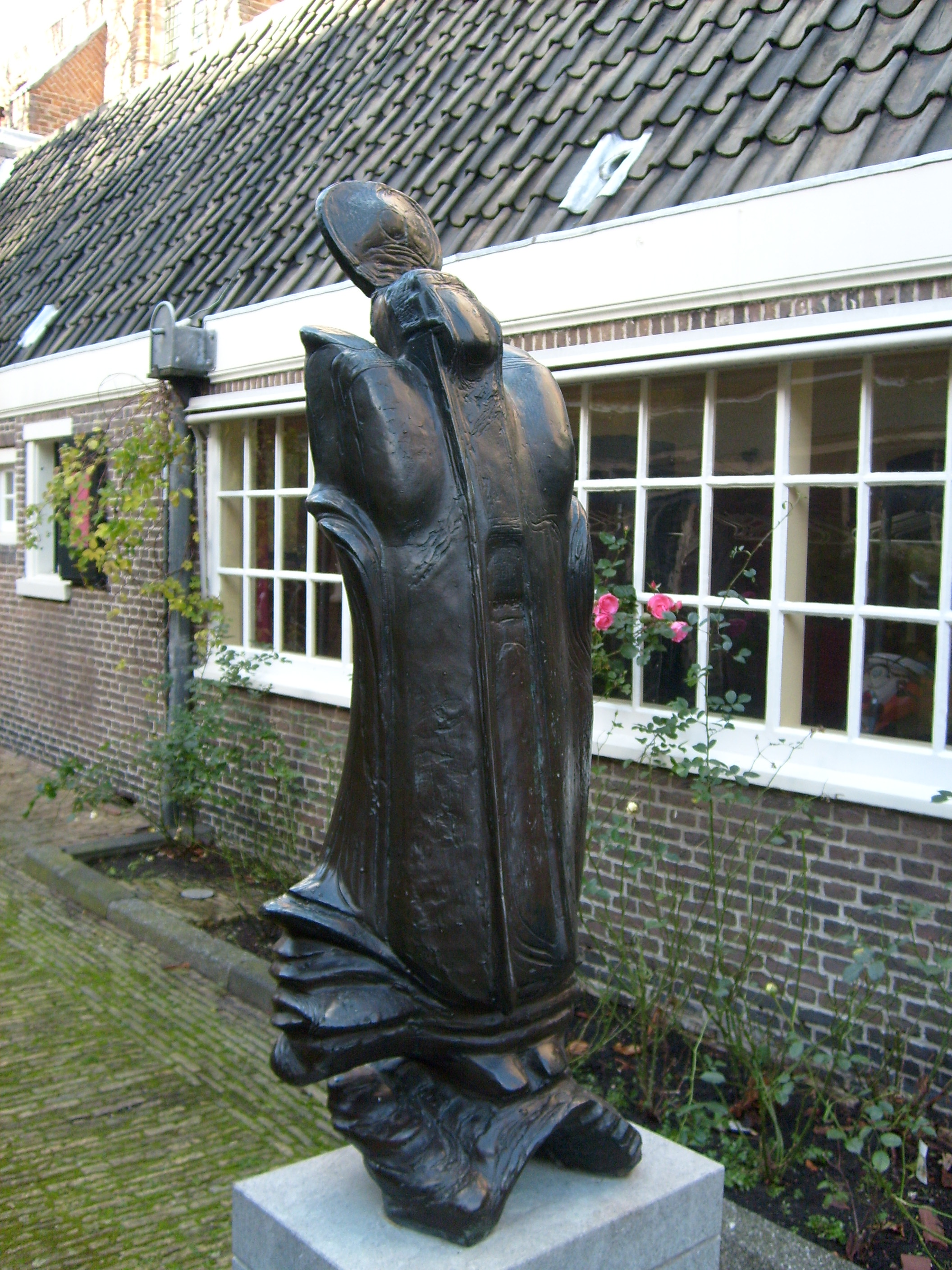
Jansridder (1988), Haarlem
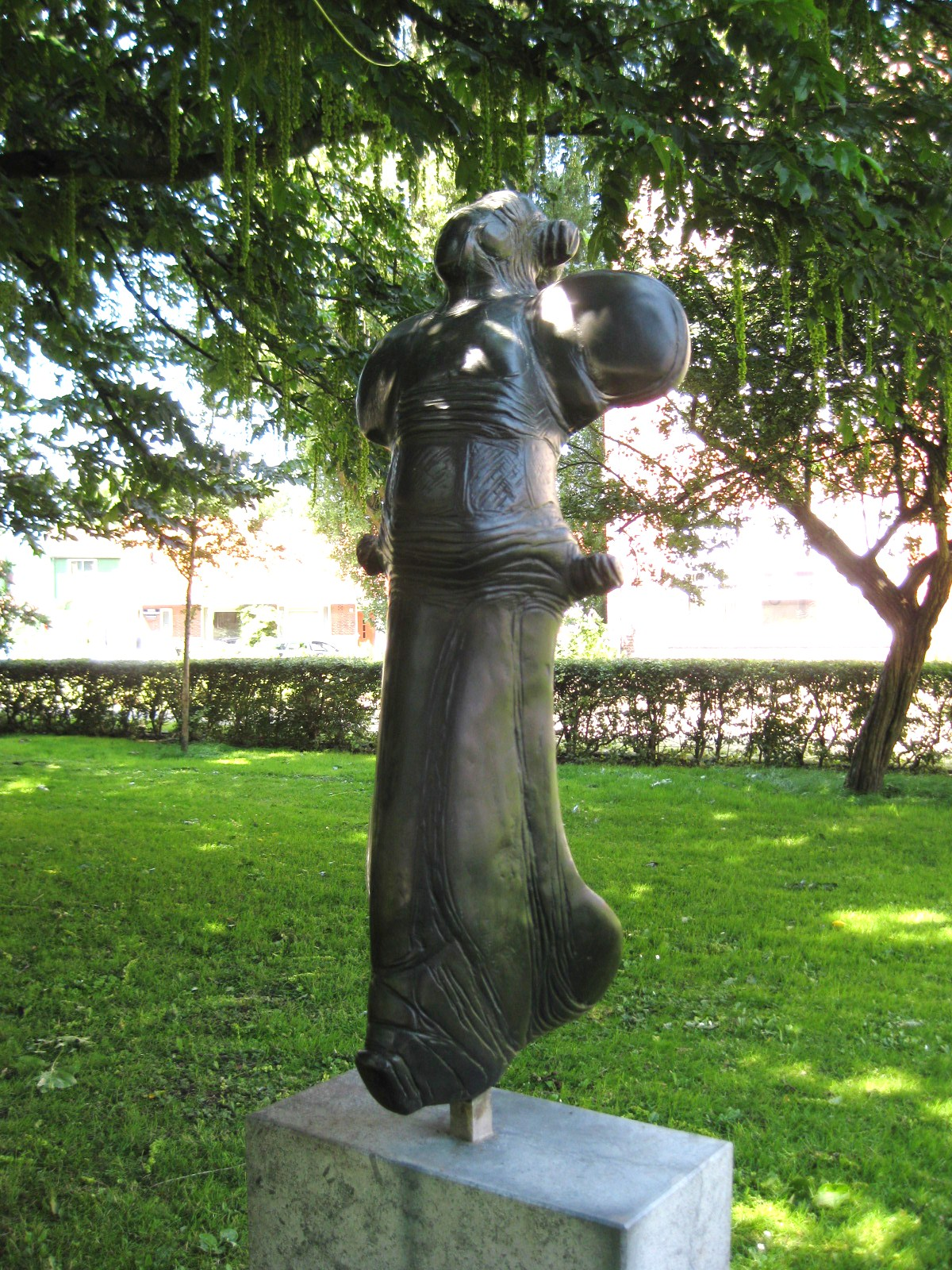
Danseres met tamboerijn (2000), Amsterdam